# 克拉斯諾吉爾卡 (科羅斯堅區)
50°48′33″N 28°26′36″E / 50.80917°N 28.44333°E
克拉斯諾吉爾卡（烏克蘭語：Красногірка），是烏克蘭的村落，位於該國北部日托米爾州，由科羅斯堅區負責管轄，處於薩任卡河畔，海拔高度191米，2001年人口35。